# سندرم ویدمان-راوتن‌اشتراوخ
سندرم ویدمان-راوتن‌اشتراوخ (انگلیسی: Wiedemann–Rautenstrauch syndrome) یا به اختصار «WR» که با نام سندرم پروجروید نوزادی هم شناخته می‌شود، یکی از انواع نادر سندرم‌های پروجروید است که به صورت اتوزومال مغلوب به ارث می‌رسد. تا کنون بیش از ۳۰ مورد از این بیماری گزارش شده است.
این سندرم با اختلالات بلوغ استخوانی و متابولیسم چربی‌ها و هورمون همراه است.

## علائم
مبتلایان به این بیماری با عقب‌ماندگی رشد در درون رحم و پس از تولد مواجه هستند که منجر به کوتاهی قد و ظاهر پیر همراه است. این بیماران همچنین دچار درجاتی از بزرگی سر (ماکروسفالی)، موهای اندک، سیاهرگ‌های برجسته در پوست سر، پلک‌هایی که به‌داخل چین خورده‌اند (انتروپیون)، ملاج قدامی بزرگ، گونه‌های توخالی (عدم رشد کافی دندان‌های آسیاب)، از دست رفتن گسترده بافت چربی زیر پوستی، (لیپوآتروفی)، تأخیر در بیرون آمدن دندان‌ها، پترن غیرطبیعی موها (از جمله ریزش مو)، بینی منقاری، عقب‌ماندگی ذهنی خفیف تا شدید و بدشکلی بدن هستند.

## ژنتیک
این بیماری با جهش ژن «POLR3A» که بر روی بازوی بلند کروموزوم ۱۰ واقع شده، در ارتباط است.

## تشخیص افتراقی
پزشکان گاهی سندرم لیپودیستروفی-پروجروید-شبه مارفان (MFLS) را با سندرم ویدمان-راوتن‌اشتراوخ اشتباه می‌گیرند. چرا که نشانه‌های شبه مارفانی آن پیش‌رونده و گاهی ناکامل است. علت بروز MFLS جهش در ژن FBN1 و فقدان آسپروسین است که علائم شبه پیری زودرس و کاهش بافت چربی سفید همراه است.

## تاریخچه
سندرم ویدمان-راوتن‌اشتراوخ را نخستین بار «توماس راوتن‌اشتراوخ» و «فریدمان اسنیگولا» در سال ۱۹۷۷ در غالب نوعی پروجریا (پیری زودرس) گزارش کردند و سپس در سال ۱۹۷۹ «هانس-رودولف ویدمان» آنرا به عنوان یک سندرم مستقل شرح داد. پس از آن «اریک ای. دِووس» در ۱۹۸۱ میلادی و «کریستوف رودین» در سال ۱۹۸۸ میلادی آنرا شرح و بسط دادند.